# آلبریک قریبیان
آلبریک قریبیان  بازیکن فوتبال بازنشسته در پست مهاجم ارمنی‌تبار اهل ایران است که در دسته اول باشگاه‌های تهران بازی می‌کرد.

## باشگاهی
از باشگا ه‌هایی که در توپ زده‌است می‌توان آرارات تهران را اشاره کرد.

### گل‌ها
| هفته   | تاریخ | مکان | حریف  | گل وی | نتیجه | رویداد |
| ------ | ----- | ---- | ----- | ----- | ----- | ------ |
| پایانی | ۱۳۴۶  |      | دیهیم | ۱–۰   | ۲–۱   |        |